# قرية أليكساندرو إيوان كوزا
قرية أليكساندرو إيوان كوزا هي قرية تقع في مدينة أقليم ياش في رومانيا.